# Halberstadt C.I
El Halberstadt CI era un biplano de reconocimiento monomotor alemán de la Primera Guerra Mundial, construido por Halberstädter Flugzeugwerke.

## Diseño
El Halberstadt C.I fue diseñado a finales de 1916 como un derivado de reconocimiento del B.II de la compañía, equipado con un motor rotativo Oberusel U.1. El armamento del avión consistía en dos ametralladoras frontales de 7,92 mm LMG 08/15 Spandau y una torreta de ametralladora de 7,92 mm Parabellum montada en la cabina trasera sobre una torreta móvil.

## Operadores
- Imperio alemán: Luftstreitkrafte

## Especificaciones
Referencia datos: 

### Características generales
- Tripulación: 2
- Longitud: 7,1 m (23 pies 4 pulgadas)
- Envergadura: 9,6 m (31 pies 6 pulgadas)
- Altura: 2,7 m (8 pies 10 pulgadas)
- Planta motriz:   . cada uno.

### Rendimiento
- Velocidad nunca excedida (Vne): 165 km / h (103 mph, 89 kn)
- Alcance: 600 km.

### Armamento
- Ametralladoras:  Dos ametralladoras  LMG 08/15 Spandau 7,92 mm (0,312 in) montada en el lado de babor fuselaje delantero 
 Una ametralladora Parabellum de 7.92 mm (0.312 in) en un montaje flexible en la cabina trasera